# Jane Jacobs
Pour les articles homonymes, voir Jacobs.
Jane Jacobs, née Butzner le 4 mai 1916 à Scranton en Pennsylvanie et morte le 25 avril 2006 à Toronto, est une auteure, une militante des droits de l'homme et une philosophe de l'architecture et de l'urbanisme canadienne d’origine américaine. Ses théories ont sensiblement modifié l'urbanisme nord-américain.

## Biographie
Jane Jacobs commence sa carrière comme journaliste et devient militante à New York pour contrer les plans d'urbanisme du tout-à-l'auto de Robert Moses.
Ses études sont basées sur l'observation : elle commença par observer les quartiers et les villes, reporter ce qu'elle observe, puis créa des théories pour décrire ses observations. Elle a changé le cours de l'urbanisme dans de nombreuses villes nord-américaines, y compris Toronto.
Le 27 mai 1944, elle épouse l'architecte Robert Hyde Jacobs (1917-1996), avec qui elle a eu deux fils, James Kedzie (né en 1948) et Edward Decker (né en 1950), et une fille, Mary. En 1968, durant la guerre du Viêt Nam, elle quitte les États-Unis avec ses fils afin de leur éviter le service militaire et trouve refuge au Canada.
En 1980, elle offre une perspective « urbanistique » sur l'indépendance du Québec dans son livre The Question of Separatism: Quebec and the Struggle over Sovereignty, dans lequel elle appuie l'idée d'une monnaie du Québec.

## Extraits de son œuvre
(mars 2018).
The other threat to the security of our tradition, I believe, lies at home. It is the current fear of radical ideas and of people who propound them. I do not agree with the extremists of either the left or the right, but I think they should be allowed to speak and to publish, both because they themselves have, and ought to have, rights, and once their rights are gone, the rights of the rest of us are hardly safe.
L'autre menace à la sécurité de notre tradition, je crois, se trouve à l'intérieur. C'est la crainte actuelle des idées radicales et des personnes qui les proposent. Je ne suis pas d'accord avec les extrémistes de gauche ou de droite, mais je pense qu'ils devraient être autorisés à parler et à publier, d'abord parce qu'ils ont et devraient avoir des droits, et ensuite parce qu'une fois que leurs droits auront disparu, les droits du reste d'entre nous ne seront guère en sécurité.
(source : Ideas that Matter: The Worlds of Jane Jacobs, p. 170)
Thus, to say that underdeveloped countries must be financed from abroad is equivalent to saying that they are to be “developed” as inert colonial dependencies, not self-generating economies. If economic development is actually occurring within an aided country or region, outside help is only briefly necessary at most. […] The relevant assistance that a highly developed and prospering country can extend to an underdeveloped country is to buy from it.
Dire que les pays sous-développés doivent être financés par l'étranger est équivalent à dire qu'ils doivent être «développés» comme des dépendances coloniales inertes et non comme économies générant elles-mêmes. Si le développement économique se produit réellement dans un pays ou une région assistée, l'aide extérieure n'est nécessaire que brièvement tout au plus. […] Ce qu'un pays très développé et très prospère peut faire pour aider de façon pertinente un pays sous-développé c'est acheter ses produits.
(source : The Economy of Cities, p. 219)
In human history, most people in most places most of the time have existed miserably in stagnant economies. Developing economies have been the exceptions, and their histories, as developed economies, have been brief. Now here, now there, a group of cities grows vigorously […] and then lapses into stagnation for the benefit of people who have already become powerful.
Dans l'histoire humaine, la plupart des gens dans la plupart des endroits et la plupart du temps ont existé misérablement dans des économies stagnantes. Les économies en développement ont été des exceptions, et leurs histoires, comme économies développées, ont été brèves. Maintenant, ici et là, un groupe de villes croît vigoureusement […] et puis retombe dans la stagnation, au bénéfice de personnes qui sont déjà devenues puissantes.
(source : The Economy of Cities, p. 250)
Marx thought that the principal conflict to be found in economic life […] was the deep disparity of interests between owners and employees, but this is a secondary kind of conflict. […] The primary economic conflict, I think, is between people whose interests are with already well-established economic activities, and those whose interests are with the emergence of new economic activities. […] The only possible way to keep open the economic opportunities for new activities is for a “third force” to protect their weak and still incipient interests. Only governments can play this economic role. And sometimes, for pitifully brief intervals, they do.
Marx pensait que le conflit principal se trouvant dans la vie économique […] était la  profonde disparité entre les intérêts des propriétaires et ceux des employés, mais en réalité c'est un genre secondaire du conflit. […] Le conflit économique de base, je pense, est entre les personnes qui ont des intérêts dans des activités économiques  déjà bien établies et ceux dont les intérêts sont à l'émergence de nouvelles activités économiques. […] La seule façon possible pour maintenir ouvertes les possibilités économiques pour les nouvelles activités, c'est qu'une « troisième force »  protège leurs intérêts naissants et encore faibles. Seuls les gouvernements peuvent jouer ce rôle économique. Et parfois, pour des laps de temps pitoyablement brefs, c'est en effet ce qu'ils font.
(source : The Economy of Cities, p. 248-249)